# Condado de Xiquena
El condado de Xiquena es un título nobiliario español concedido a José María Álvarez de Toledo y Acuña, I duque de Bivona, por la reina Isabel II de España, por real decreto de 14 de junio de 1864.

## Antecedentes
El primitivo condado de Xiquena había sido concedido por el rey Enrique IV de Castilla, en 1461, a favor de su privado Juan Pacheco, I marqués de Villena, siendo el nuevo concesionario décimo nieto de Juana Pacheco, hermana del IV conde.

## Historia de los condes de Xiquena
- José María Álvarez de Toledo y Acuña, (París, 6 de agosto de 1838-Madrid, 31 de agosto de 1898), I conde de Xiquena,[1] II duque de Bivona.[2] Ministro de Fomento, vicepresidente del Congreso de los Diputados, ministro plenipotenciario en Constantinopla y Bruselas, senador del Reino, hijo de José María Álvarez de Toledo Palafox, hermano del XIII marquesado de Villafranca del Bierzo.

Se casó el 21 de agosto de 1864 con Jacinta Gutiérrez de la Concha Fernández de Luco, hija de José Gutiérrez de la Concha, I marqués de La Habana, y de Vicenta Fernández de Luco. Le sucedió su hijo:
- Tristán Álvarez de Toledo y Gutiérrez de la Concha, (Nápoles, 9 de febrero de 1869-Murcia, 28 de marzo de 1926), II conde de Xiquena,[1] III duque de Bivona.[2]

Contrajo matrimonio con Clara Lengo Gargollo. Sin descendencia. Le sucedió su hermana:
- Silvia Álvarez de Toledo y Gutiérrez de la Concha, (Nápoles, 13 de junio de 1875-Berlín, 6 de agosto de 1932), III condesa de Xiquena,[1] IV duquesa de Bivona.[2]

Se casó el 25 de junio de 1896 con Manuel Falcó y Osorio (Dave, Namur, 1856-Madrid, 8 de mayo de 1927), IV duque de Fernán Núñez y XIII marqués de Alameda. Le sucedió su hijo:
- Manuel Falcó y Álvarez de Toledo, (Madrid, 5 de abril de 1897-8 de diciembre de 1936), IV conde de Xiquena,[1] V duque de Fernán Núñez[4] y V duque de Bivona.[5].

Se casó con Mercedes Anchorena y Uriburu (m. 4 de abril de 1988). Le sucedió su hijo:
- Manuel Falcó y de Anchorena V conde de Xiquena,[1] VI duque de Fernán Núñez,[4] v duque de Bivona,[5] marqués de la Mina, XV marqués de Alameda, marqués de Almonacid de los Oteros, marqués de Castelnovo, marqués de Miranda de Anta, conde de Barajas, conde de Cervellón, conde de Anna, conde de Molina de Herrera, conde de Montehermoso, conde de Pezuela de las Torres, conde de Puertollano, conde de Saldueña, señor de la Higuera de Vargas,[6] duque del Arco.[7]

Casado el 29 de mayo de 1986 con María Cristina Ligués Creus.